# Tom Gerber (Regisseur)
Tom Gerber (bürgerlich Thomas Gerber, * 1977 in Luzern) ist ein Schweizer Filmregisseur und Filmeditor.

## Leben
Gerber besuchte von 1990 bis 1997 das Wirtschaftsgymnasium in Luzern, danach studierte er bis 1999 Anglistik und Psychologie an der Universität Zürich. 1999 besuchte er einen Audiovisuellen Grundkurs an der Schule für Gestaltung in Bern. Von 2000 bis 2004 absolvierte er ein Studium an der Zürcher Hochschule der Künste im Studienbereich Film. Seither arbeitete er als Regisseur für Kurzspielfilme und Commercials und Filmeditor für Spielfilme. 2012 führte er erstmals Regie beim Spielfilm Liebe und andere Unfälle. Zudem ist er Dozent an der Zürcher Hochschule der Künste in den Studienbereichen Film, Cast und Style & Design. Er lebt heute in Zürich.

## Filmografie
Filmschnitt
- 2002: Ärger & Seelenlos (Kurzfilm)
- 2003: The Metal King (Kurzfilm)
- 2006: Millionenschwer verliebt (Fernsehfilm)
- 2010: Länger Leben
- 2013–2015: Der Bestatter (Fernsehserie, 6 Episoden)

Regie
- 2002: Ärger & Seelenlos (Kurzfilm)
- 2003: The Metal King (Kurzfilm)
- 2004: Fledermäuse im Bauch (Kurzfilm)
- 2006: Pilots (Kurzfilm)
- 2012: Liebe und andere Unfälle (Fernsehfilm)
- 2015: Der Hamster (Fernsehfilm)
- 2016–2017: Der Bestatter (Fernsehserie, 6 Episoden)
- 2019: Tatort: Der Elefant im Raum (Fernsehfilm)